# Віла-ду-Карвалю
Віла-ду-Карвалю (порт. Vila do Carvalho; МФА: [ˈvi.ɫɐ du kaɾ.ˈva.ʎu]) — парафія в Португалії, у муніципалітеті Ковілян. Розташована в східній частині країни, на теренах історичної португальської провінції Бейра. Входить до складу округу Каштелу-Бранку. За адміністративним поділом, чинним до 1976 року, терени парафії були складовою провінції Нижня Бейра. Належить до Порталегрівсько-Каштелу-Бранківської діоцезії Католицької церкви. Патрон — Діва Марія. Площа — 9,9295 км². Населення — 1741 ос. (2011). Середньо урбанізований регіон. Густота населення — 175,34 осіб/км²
. Код — 050301.

## Населення
| Кількість мешканців | Кількість мешканців | Кількість мешканців | Кількість мешканців | Кількість мешканців | Кількість мешканців | Кількість мешканців | Кількість мешканців | Кількість мешканців | Кількість мешканців | Кількість мешканців | Кількість мешканців | Кількість мешканців | Кількість мешканців | Кількість мешканців |
| ------------------- | ------------------- | ------------------- | ------------------- | ------------------- | ------------------- | ------------------- | ------------------- | ------------------- | ------------------- | ------------------- | ------------------- | ------------------- | ------------------- | ------------------- |
| 1864                | 1878                | 1890                | 1900                | 1911                | 1920                | 1930                | 1940                | 1950                | 1960                | 1970                | 1981                | 1991                | 2001                | 2011                |
| 1 059               | 1 366               | 1 964               | 2 075               | 2 446               | 1 917               | 2 672               | 3 314               | 4 043               | 4 754               | 3 751               | 5 582               | 3 723               | 2 090               | 1 741               |